# Аркуа-Полезине
Аркуа-Полезине (итал. Arquà Polesine, вен. Arcuà Połexine) — город и коммуна в Италии, располагается в провинции Ровиго области Венето.
Население составляет 2896 человек, плотность населения составляет 145 чел./км². Занимает площадь 20 км². Почтовый индекс — 45031. Телефонный код — 00425.
Покровителем города и коммуны почитается святой апостол Андрей, празднование 30 ноября.